# Eochorica balcanica
Eochorica balcanica är en fjärilsart som beskrevs av Hans Rebel 1919. Eochorica balcanica ingår i släktet Eochorica och familjen säckspinnare. Inga underarter finns listade i Catalogue of Life.